# Les Cullayes
Les Cullayes sont une localité et une ancienne commune suisse du canton de Vaud, située dans le district de Lavaux-Oron.

## Toponymie
Le nom de la localité dérive très vraisemblablement du participe latin cōlāta (glissé au féminin) et désigne un passage étroit, un vallon ou un glissement de terrain

## Population

### Gentilé et surnoms
Les habitants de la localité se nomment les Coulâtis, les Cullatis ou les Coulatis (Coulatières au féminin).
Ils sont surnommés lè Rondze-Borî (les Ronge-Colliers-de-Chevaux) en patois vaudois et les Sabotiers.

## Histoire
Au Moyen Âge, Les Cullayes ont fait partie de la seigneurie de Vulliens, dont elles furent détachées à la fin du XIVe siècle avec Mézières et Carrouge pour former une seigneurie particulière. En 1923, la commune a adopté des armoiries dont la rose rappelle les armes des anciens sires de Vulliens, et le cerf celles des Cerjat, seigneurs au XVIIIe siècle.
Le 1er janvier 2012, la commune a fusionné avec celle de Servion.